# KV Diksmuide Oostende
KV Diksmuide Oostende is een Belgische voetbalclub uit Oostende en Diksmuide. De club is bij de Belgische Voetbalbond aangesloten met stamnummer 1972 en heeft blauw-geel-rood-groen als clubkleuren. 

## Geschiedenis

### KSV Diksmuide (1933-2024)
KSV Diksmuide sloot zich begin jaren 30 aan bij de Belgisch voetbalbond. De club ging van start in de lagere regionale reeksen en bleef de volgende decennia in de provinciale reeksen spelen.
In 1970 promoveerde de club voor het eerst in haar bestaan naar de nationale Vierde Klasse. Diksmuide werd er echter allerlaatste in zijn reeks en degradeerde na amper één seizoen weer.
In 2004, drie decennia later, promoveerde Diksmuide opnieuw naar Vierde Klasse. Ditmaal kon de club zich wel langer handhaven in de nationale reeksen. Vanaf het seizoen 2012/2013 moet Diksmuide opnieuw aantreden in de provinciale reeksen na een degradatie uit Vierde klasse.
KSV Diksmuide werd in het seizoen 2016-2017 autoritair kampioen in derde provinciale A. Ook als nieuwkomer in tweede provinciale waren de resultaten in het seizoen 2017-2018 uitstekend met een tweede plaats als resultaat. In de eindronde miste Diksmuide de promotie door een tegendoelpunt in de 94e minuut.
KSV Diksmuide staat bekend om zijn uitstekende jeugdacademie met ruim 400 spelers waarbij ook ruime aandacht wordt besteed aan meisjesvoetbal. Het is een partnerclub van Club Brugge. De jeugdploegen van Diksmuide spelen interprovinciaal voetbal.

### KV Diksmuide Oostende (2024-heden)
Op het eind van het seizoen 2023/24 werd bekend gemaakt dat KSV Diksmuide zou verhuizen naar Oostende. De jeugdploegen bleven elk in hun stad spelen. Vanaf het seizoen 2025-26 wordt de clubnaam dan officieel KV Diksmuide Oostende. In de zomer van 2024 was het te laat om de clubnaam nog te wijzigen voor het aankomende seizoen.

## Resultaten
| Seizoen                   | Klasse | Klasse | Klasse | Klasse | Klasse | Klasse | Klasse | Klasse | Klasse | Reeks                                                    | Punten                                                   | Opmerkingen                                                                                       |
|                           | I      | I      | II     | III    | IV     | P.I    | P.II   | P.III  | P.IV   |                                                          |                                                          |                                                                                                   |
| ------------------------- | ------ | ------ | ------ | ------ | ------ | ------ | ------ | ------ | ------ | -------------------------------------------------------- | -------------------------------------------------------- | ------------------------------------------------------------------------------------------------- |
| 2004/05                   |        |        |        |        | 6      |        |        |        |        | Vierde klasse A                                          | 47                                                       |                                                                                                   |
| 2005/06                   |        |        |        |        | 6      |        |        |        |        | Vierde klasse A                                          | 50                                                       |                                                                                                   |
| 2006/07                   |        |        |        |        | 7      |        |        |        |        | Vierde klasse A                                          | 42                                                       |                                                                                                   |
| 2007/08                   |        |        |        |        | 5      |        |        |        |        | Vierde klasse A                                          | 48                                                       |                                                                                                   |
| 2008/09                   |        |        |        |        | 7      |        |        |        |        | Vierde klasse A                                          | 50                                                       |                                                                                                   |
| 2009/10                   |        |        |        |        | 7      |        |        |        |        | Vierde klasse A                                          | 40                                                       |                                                                                                   |
| 2010/11                   |        |        |        |        | 8      |        |        |        |        | Vierde klasse A                                          | 39                                                       |                                                                                                   |
| 2011/12                   |        |        |        |        | 14     |        |        |        |        | Vierde klasse A                                          | 23                                                       |                                                                                                   |
| 2012/13                   |        |        |        |        |        | 16     |        |        |        | Eerste prov. W.-Vl.                                      | 16                                                       |                                                                                                   |
| 2013/14                   |        |        |        |        |        |        | 14     |        |        | Tweede prov. W.-Vl. A                                    | 25                                                       |                                                                                                   |
| 2014/15                   |        |        |        |        |        |        |        | 6      |        | Derde prov. W.-Vl. A                                     | 48                                                       |                                                                                                   |
| 2015/16                   |        |        |        |        |        |        |        | 2      |        | Derde prov. W.-Vl. A                                     | 61                                                       | Verloren in eindronde van SV Moorslede (2-3 in tot.).                                             |
|                           | 1A     | 1B     | 1Am    | 2Am    | 3Am    | P.I    | P.II   | P.III  | P.IV   | Vanaf 2016-17 zijn er 3 nationale en 2 regionale niveaus | Vanaf 2016-17 zijn er 3 nationale en 2 regionale niveaus | Vanaf 2016-17 zijn er 3 nationale en 2 regionale niveaus                                          |
| 2016/17                   |        |        |        |        |        |        |        | 1      |        | Derde prov. W.-Vl. A                                     | 71                                                       | Kampioen                                                                                          |
| 2017/18                   |        |        |        |        |        |        | 2      |        |        | Tweede prov. W.-Vl. A                                    | 58                                                       | Verloren in eindronde van KFC Damme (2-3 in tot.).                                                |
| 2018/19                   |        |        |        |        |        |        | 4      |        |        | Tweede prov. W.-Vl. A                                    | 58                                                       |                                                                                                   |
| 2019/20                   |        |        |        |        |        |        | 1      |        |        | Tweede prov. W.-Vl. A                                    | 61                                                       | Kampioen, seizoen vroegtijdig stopgezet wegens de Coronacrisis.                                   |
| 2020/21                   |        |        |        |        |        |        |        |        |        | Eerste prov. W.-Vl.                                      |                                                          | Geschrapt wegens de Coronacrisis.                                                                 |
| 2021/22                   |        |        |        |        |        | 9      |        |        |        | Eerste prov. W.-Vl.                                      | 35                                                       |                                                                                                   |
| 2022/23                   |        |        |        |        |        | 5      |        |        |        | Eerste prov. W.-Vl.                                      | 49                                                       | Gewonnen in eindronde tegen KSK Vlaamse Ardennen (2-1), vervolgens verloren tegen Achel VV (1-3). |
| 2023/24                   |        |        |        |        |        | 1      |        |        |        | Eerste prov. W.-Vl.                                      | 81                                                       | Kampioen                                                                                          |
| als KV Diksmuide Oostende |        |        |        |        |        |        |        |        |        |                                                          |                                                          |                                                                                                   |
| 2024/25                   |        |        |        |        | 3      |        |        |        |        | Derde afdeling VV A                                      | 59                                                       | Gewonnen eindronde tegen Sportief Rotselaar 1-0, promotie naar Tweede afdeling                    |
| 2025/26                   |        |        |        |        |        |        |        |        |        | Tweede afdeling A                                        |                                                          |                                                                                                   |